# La Côte-d'Aime
La Côte-d'Aime är en kommun i departementet Savoie i regionen Auvergne-Rhône-Alpes i sydöstra Frankrike. Kommunen ligger i kantonen Aime som tillhör arrondissementet Albertville. År 2018 hade La Côte-d'Aime 914 invånare.

## Befolkningsutveckling
Antalet invånare i kommunen La Côte-d'Aime
| Referens: INSEE |